# Bresterniški potok
Bresterníški pôtok (tudi Brestrniški potok) je levi pritok Drave iz vzhodnega dela Kozjaka pri Bresternici. Izvira v gozdu v osrednjem delu Kozjaka in teče sprva po gozdnati grapi proti severovzhodu, nato se počasi obrne proti jugu in v tej smeri teče vse do izliva v Mariborsko jezero na reki Dravi pod naseljem Bresternica. Ves čas teče po globoko zarezani, ozki dolini, v kateri je le mestoma nekaj ravnega dna, nad potokom pa so strma gozdnata pobočja. Kamninska podlaga so metamorfne kamnine, predvsem gnajs, v spodnjem delu tudi amfibolit, tik pred izlivom pa se je globoko vrezal v dravsko konglomeratno teraso. Z obeh strani se v dolino stekajo številne grape, ki so večinoma kratke, nekoliko daljši so pritoki iz Perkove grabe z leve strani ter iz Šolarjevega grabna in Francetove grabe z desne strani.
Potok teče ves čas po naravni strugi, večinoma po kamninski podlagi, mestoma po lastnih nanosih, nekaj manjših posegov je le v povezavi s cesto Bresternica–Gaj nad Mariborom, ki poteka ves čas tik ob potoku. Dolinsko dno se le mestoma nekoliko razširi, tam so na poplavni ravnici travniki, v velikem delu teče skozi gozd.
Dolina je bila nekoč skoraj neposeljena, v njej je bilo le nekaj kmetij in tik ob potoku manjše žage, večja žaga je delovala v Bresternici. V zadnjih letih je v spodnjem delu doline zraslo precej novih stanovanjskih hiš. Tik ob izlivu stoji čolnarna Veslaškega kluba Dravske elektrarne, v bližini izliva je nekoč stal motel Jezero, ki so ga leta 2011 porušili.
V različnih virih se pojavljajo tri različna imena potoka: na državni topografski karti v merilu 1:25.000 je ime zapisano v obliki Brestrniški potok, prav tako na TTN5 in v Geopediji.
 V Velikem atlasu Slovenije je ime potoka zapisano kot Bresterniški potok. Ker je uradno ime naselja Bresternica, je pravilnejša oblika Bresterniški potok. V starejših virih se ime potoka navaja tudi kot Bresternica, na starih avstrijskih vojaških kartah pa se potok imenuje Trestenecz Bach.